# Nitração
A nitração é a introdução irreversível de um ou mais grupo nitro (NO2) em uma molécula orgânica. O grupo nitro pode atacar um carbono para formar um nitrocomposto (alifático ou aromático), um oxigênio para formar éster nitrado ou um nitrogênio para obter N-nitro compostos.
O sistema ácidosulfúrico/ácido nítrico, denominado mistura sulfonítrica, é o reagente mais comum em nitração.
Por exemplo, a nitração da glicerina seria  da seguinte maneira:
Aquecer o ácido sulfúrico ( catalisador da reação ) juntamente com o composto que se quer nitrar, por exemplo, glicerina (para formar nitroglicerina).
Após acrescenta-se lentamente, por gotejamento, o ácido nítrico.
A nitração aromática consiste na substituição de um hidrogênio do anel aromático pelo NO2, oriundo do ácido nítrico.
Obs: reações de Nitração sempre liberam H2O.
As etapas de nitração do benzeno são:
(1) 2H2SO4 + HNO3 →  2HSO41- + NO2+ + H3O+
(2) C6H6 + NO2+ →  C6H5NO2 + H+
(3) H+ + H3O+ + 2HSO41- → H2O + 2H2SO4

## Características da nitração
- Temperatura: Processos de nitração na maioria são reações exotérmicas e a temperatura influencia diretamente o curso da reação. Ao abaixar a temperatura aumenta-se o grau de nitração, obtendo maior quantidade de produto nitrado, principalmente compostos supernitrados.

- Agitação: A reação de nitração pode ocorrer tanto na fase aquosa como na fase orgânica. Com agitação é possível que cada fase esteja sempre saturada pela outra, e, nestas condições, a velocidade de reação em cada fase é constante.

- Solubilidade: A medida em que se aumenta a temperatura, cresce a solubilidade dos nitrocompostos no ácido sulfúrico, e esta diminui com a diluição do ácido.

Um exemplo é a nitração da Acetanilida para a formação da p-nitroacetanilida.

Acetanilida.

Neste experimento utiliza-se ácido acético glacial, ácido sulfúrico e ácido nítrico (as duas últimas substâncias devem ser adicionadas em um recipiente que esteja em banho de gelo de sal para não elevar a temperatura demasiadamente). O ácido sulfúrico garante um meio fortemente ácido que irá favorecer a formação do íon nitrônio na adição do ácido nítrico e inclusão deste no anel da acetanilida.
A purificação do composto é feita através de filtração a vácuo com água.
Propriedades físicas e toxicológicas dos reagentes e produtos:
- Acetanilida: MM= 135,17 g/mol; dt= 1,2 mol/l; P.F (oC)=115; P.E (oC)= 304. Causa irritação na pele ou nas mucosas nasais. Pode causar cianose se ingerido.
- Ácido acético glacial: MM= 60 g/mol; dt= 1,0520; P.F (oC)= 6,6; P.E (oC)= 255,8; nt= 1,372010. Causa o escurecimento da pele; se inalado é corrosivo e se ingerido causa vômito.
- Ácido sulfúrico: MM= 98,1 g/mol; dt= 1,84; P.F (oC)= 10,31; P.E (oC)= 8337. É tóxico se inalado.
- Ácido nítrico: MM= 63 g/mol; dt= 1,40; P.F (oC)= -41,6; P.E (oC)= 83. Quando em contato com a pele é corrosivo e irritante e se inalado pode causar edema pulmonar.
- P-nitroacetanilida: MM= 180,17 g/mol; dt= 1,08; P.F (oC)= 215. Causa irritação em contato com a pele, é tóxico se inalado e se ingerido causa náusea.